# Gorna Orjachovitsa
Gorna Orjachovitsa (Bulgaars: Горна Оряховица) is een stad in het noorden van Bulgarije. De stad met ongeveer 40.000 inwoners ligt vlak bij (ongeveer 7 kilometer van) Veliko Tarnovo. Het nabijgelegen stadje Arbanasi bevat vele historische monumenten, zoals middeleeuwse kerken en voorbeelden van architectuur uit de Bulgaarse Renaissance (1762-1878).

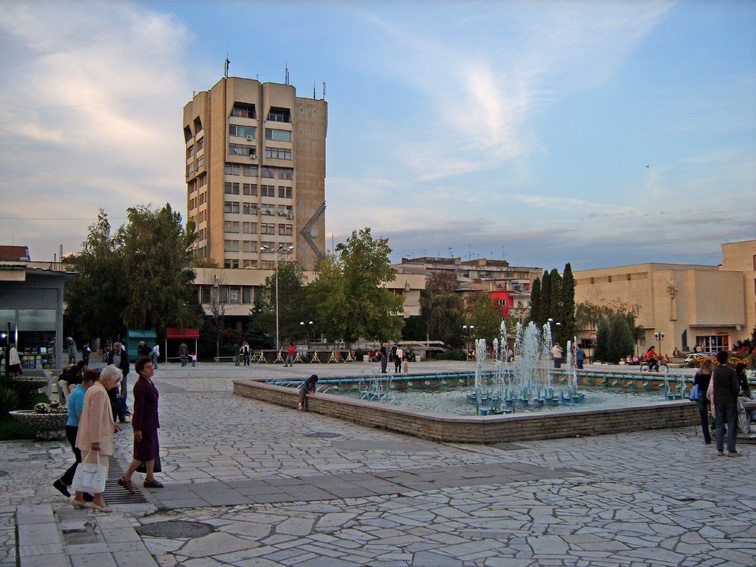
Het plein 'Georgi Izmirliev' in Gorna Orjachovitsa

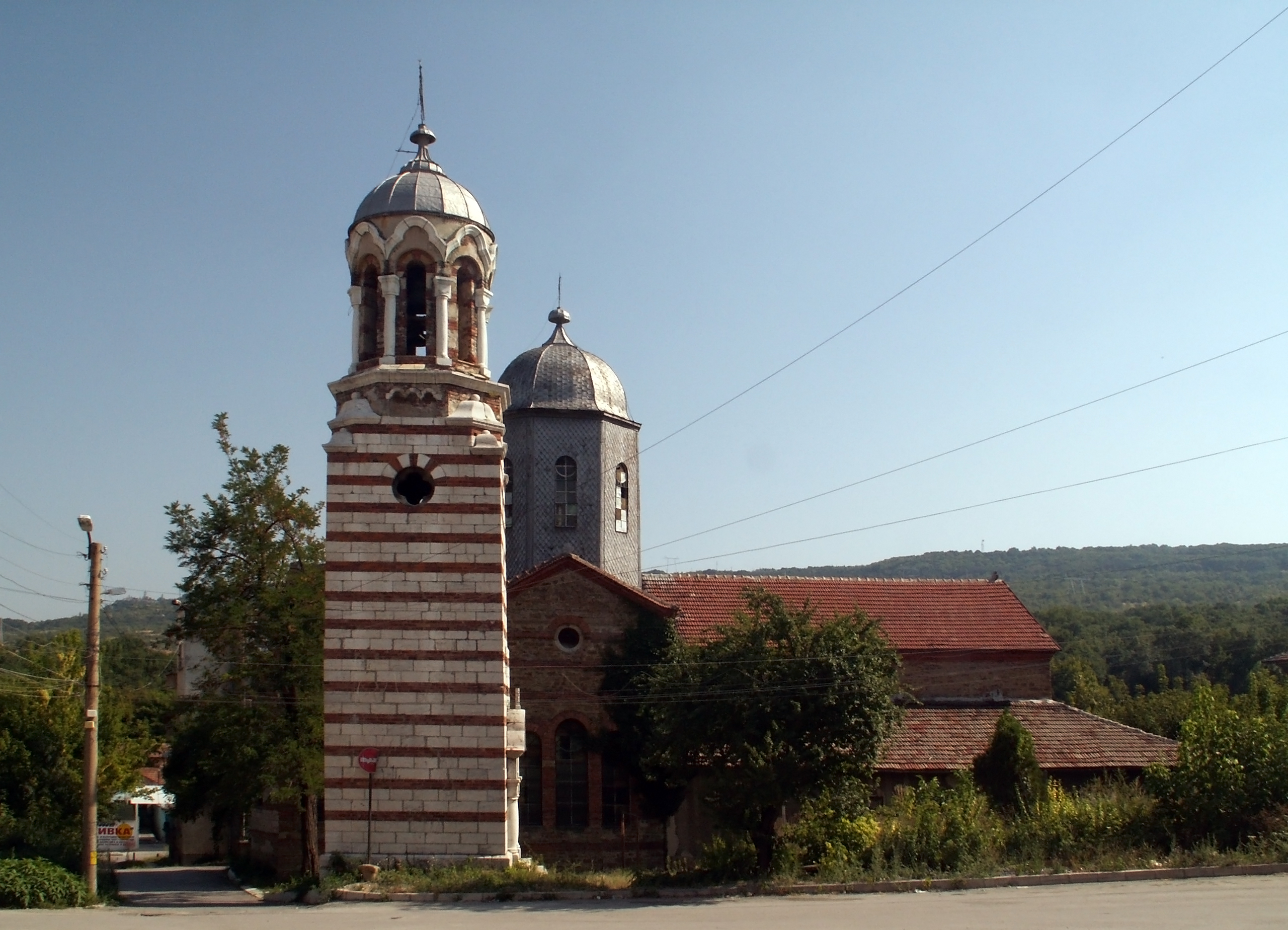
De Sint Nikolaaskerk in Gorna Orjachovitsa

## Geschiedenis

### Vroege geschiedenis
Het gebied waar nu Gorna Orjachovitsa ligt was al bewoond in de tweede helft van het vijfde millennium voor Christus (de jonge steentijd). Er zijn sporen gevonden van de Thraciërs. Zij bouwden het Kamaka Fort dat bestond tussen de 5e eeuw voor Christus en de 1e eeuw voor Christus. De Romeinen bouwden hun eigen fort op de ruïnes. Het stadje verkreeg langzaam meer economische macht doordat er onder meer wijn werd geproduceerd. Tot de komst van de Slaven (in de zesde en zevende eeuw) bleef de plaats bestaan, er is echter geen bewijs dat het gebied waar Gorna Orjachovitsa tussen de 7e en de 12e eeuw bewoond werd.

### Middeleeuwen
Eind 12e eeuw werd het gebied opnieuw gebouwd, ter bescherming van de nabij geleden toenmalige hoofdstad van het nieuwe Bulgaarse rijk Veliko Tarnovo. Ongeveer vier kilometer ten noorden van de huidige stad Gorna Orjachovitsa werd een nieuw fort gebouwd, dat een weg naar Tarnovo moest beschermen. De naam van het fort, Rahovets, dat fort aan de weg betekent (Rah is weg in het Perzisch) werd later onder Slavische invloed verbasterd tot de huidige naam van de stad.
Na de Ottomaanse invasie werd het fort veroverd, maar niet vernietigd. Rahovets bleef tot 1444 bestaan, totdat koning Wladislaus van Varna het fort liet vernietigen tijdens zijn strijd tegen de Ottomanen. Drie kleine dorpjes bleven tijdens de eerste eeuwen van de Ottomaanse bezetting bestaan: Mala ("Klein"), "Sredna ("Middel") en Golyama ("Groter") Rahovitsa.

### Latere ontwikkeling
Tijdens de periode van bloei van Bulgarije veranderde de plaats langzaam in een economisch centrum. Begin 19e eeuw openden enkele scholen. In 1870 werd Gorna Orjachovitsa, dat toen ongeveer 4700 inwoners had, een stad.
Eind 19e eeuw ontstond in Bulgarije een opstand tegen de Ottomaanse overheersing. Gorna Orjachovitsa speelde een belangrijke rol in deze revolutie. Vasil Levski zette een revolutionaire groep op in Gorna Orjachovitsa en bezocht de stad later nog tweemaal. Tijdens de Bulgaarse opstand van april 1876 speelde Gorna Orjachovitsa een belangrijke rol. Nadat de opstand was neergeslagen werd Georgi Izmirliev, een van de lokale leiders, op het centrale plein van Gorna Orjachovitsa opgehangen. Meer dan honderd inwoners van Gorna Orjachovitsa vochten met het Russische leger mee in de Russisch-Turkse Oorlog. Het Russische leger bevrijdde Gorna Orjachovitsa van de Ottomanen op 26 juni 1877.
Na de bevrijding door de Russen en de (hernieuwde) onafhankelijkheid van Bulgarije (1908) werd Gorna Orjachovitsa een knooppunt voor transport, met name voor treinverkeer.

## Bevolking
Op 31 december 1934 telde de stad Gorna Orjachovitsa 10.642 inwoners. Dit aantal groeide de daaropvolgende decennia continu en bereikte in 1985 met bijna 41.000 inwoners een hoogtepunt. Na de val van het communisme kampt de regio echter met een intensieve bevolkingskrimp. Op 31 december 2019 telde de stad 28.429 inwoners, terwijl de gemeente Gorna Orjachovitsa, inclusief de stad Dolna Orjachovitsa en twaalf nabijgelegen dorpen, zo'n 41.334 inwoners had.
| Stad     | 10 642 | 12 832 | 18 863 | 26 299 | 34 181 | 40 890 | 38 914 | 35 404 | 31 863 | 28 429 |
| Gemeente | 38 881 | 42 167 | 45 133 | 51 833 | 58 413 | 62 634 | 58 304 | 53 131 | 46 685 | 41 334 |

## Economie
Gorna Orjachovitsa is een belangrijke producent van suiker en producten gemaakt van suiker in Bulgarije. Naast een grote suikerfabriek telt de plaats ook vele kleinere bedrijven die suikerproducten maken.

## Nederzettingen

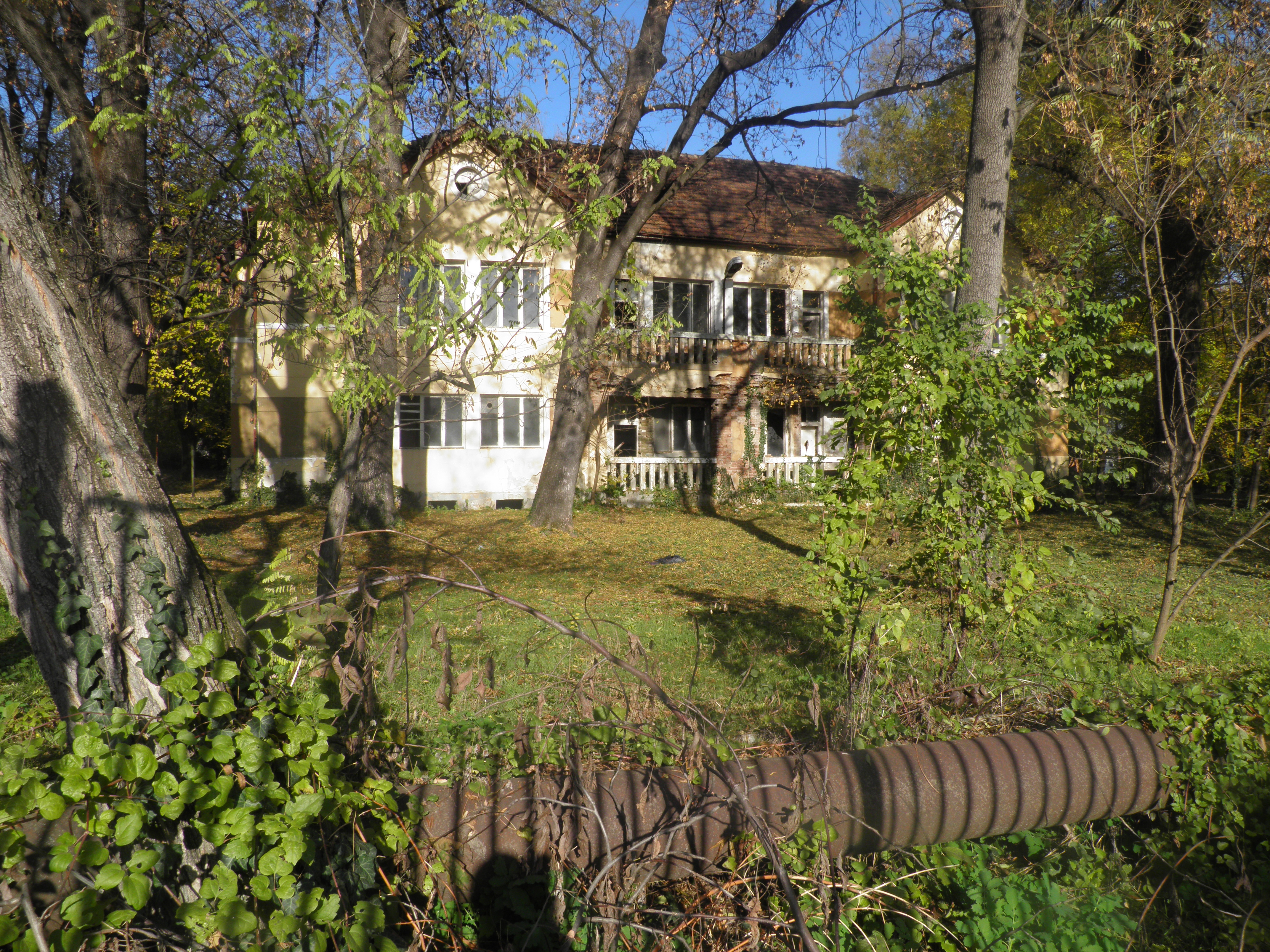
Een oud huis in Gorna Orjachovitsa

De gemeente Gorna Orjachovitsa bestaat uit 14 nederzettingen: twee steden en twaalf dorpen.
| Plaatsnaam            | Cyrillisch           | Bevolking (2019) |
| --------------------- | -------------------- | ---------------- |
| Dolna Orjachovitsa    | Долна Оряховица      | 2.605            |
| Dragonovo             | Драганово            | 2.156            |
| Gorna Orjachovitsa    | Горна Оряховица      | 28.429           |
| Gorski Dolen Trambesj | Горски Долен Тръмбеш | 313              |
| Gorski Goren Trambesj | Горски Горен Тръмбеш | 122              |
| Jantra                | Янтра                | 511              |
| Krušeto               | Крушето              | 531              |
| Paisij                | Паисий               | 109              |
| Parvomajtsi           | Първомайци           | 2.438            |
| Pisarevo              | Писарево             | 765              |
| Polikrajsjte          | Поликрайще           | 1.598            |
| Pravda                | Правда               | 529              |
| Strelets              | Стрелец              | 261              |
| Varbitsa              | Върбица              | 967              |

## Bekende inwoners
- Atanas Boerov — bankier en politicus
- Nikola Petroff — worstelaar
- Tsvetan Gasjevski — armworstelaar
- Valeri Bojinov — voetballer
- Valentin Dimitrov Minovski — artiest